# Alipumilio avispas
Alipumilio avispas är en tvåvingeart som beskrevs av John Richard Vockeroth 1964. Alipumilio avispas ingår i släktet Alipumilio och familjen blomflugor.
Artens utbredningsområde är Peru. Inga underarter finns listade i Catalogue of Life.